# Bogusław VII
Bogusław VII, zwany Starym bądź Starszym (ur. 1355, zm. między 19 listopada a 18 grudnia 1404 lub 19 listopada 1404 a 4 stycznia  1405) – książę szczeciński, syn Barnima III Wielkiego i Agnieszki.

## Życie i panowanie
Po śmierci Kazimierza III w 1372 roku objął współrządy wraz z bratem Świętoborem I, prawdopodobnie w zaodrzańskiej części księstwa, nad Pianą. Był współautorem zawarcia sojuszu z Krzyżakami przeciw Koronie Królestwa Polskiego. Za udział w tym sojuszu, prawdopodobnie otrzymał 6 tysięcy guldenów. Według niektórych badaczy była to suma za dzierżawę ziemi słupskiej, którą Krzyżacy otrzymali na okres 12. lat. W 1395 zerwał sojusz i wszedł w koalicję z królem polskim Władysławem Jagiełłą.
W 1397, wraz z nim nadał prawo bicia srebrnej monety dla Szczecina. Miasto to, trzy lata później, udzieliło pożyczki dla księcia w wysokości 1200 grzywien na wykup ziemi wkrzańskiej od margrabiów niemieckich. Było również poręczycielem jego długów.  
Pochowany został w kościele zamkowym św. Ottona w Szczecinie. Zmarł najprawdopodobniej bezdzietnie, sprzeczne są także informacje na temat jego żony. Zdaniem T. Kantzowa Bogusław był żonaty. Zdaniem E. Rymara, kronikarz błędnie przypisał mu żonę Elżbietę brunszwicką, żonę Kazimierza V.

### Genealogia
| Otton I ur. w okr. 1 I–31 VIII 1279 zm. 30 lub 31 XII 1344 | Otton I ur. w okr. 1 I–31 VIII 1279 zm. 30 lub 31 XII 1344 |                                                                         |                                                                         | Elżbieta (Elisabeta Suerinensis) ur. ok. 1280 zm. 20 VII 1319 | Elżbieta (Elisabeta Suerinensis) ur. ok. 1280 zm. 20 VII 1319 |  |  | Henryk II Grecki ur. 1289 zm. 1351 | Henryk II Grecki ur. 1289 zm. 1351 |                                                    |                                                    | Jutta (Judyta) brandenburska ur. ? zm. ? | Jutta (Judyta) brandenburska ur. ? zm. ? |
|                                                            |                                                            |                                                                         |                                                                         |                                                               |                                                               |  |  |                                    |                                    |                                                    |                                                    |                                          |                                          |
|                                                            |                                                            |                                                                         |                                                                         |                                                               |                                                               |  |  |                                    |                                    |                                                    |                                                    |                                          |                                          |
|                                                            |                                                            | Barnim III Wielki ur. przed 1300 bądź w okr. 1303–1304 zm. 24 VIII 1368 | Barnim III Wielki ur. przed 1300 bądź w okr. 1303–1304 zm. 24 VIII 1368 |                                                               |                                                               |  |  |                                    |                                    | Agnieszka ur. na przeł. 1318/1319 zm. po 2 VI 1371 | Agnieszka ur. na przeł. 1318/1319 zm. po 2 VI 1371 |                                          |                                          |
|                                                            |                                                            |                                                                         |                                                                         |                                                               |                                                               |  |  |                                    |                                    |                                                    |                                                    |                                          |                                          |
|                                                            |                                                            |                                                                         |                                                                         |                                                               |                                                               |  |  |                                    |                                    |                                                    |                                                    |                                          |                                          |
|                                                            |                                                            |                                                                         |                                                                         |                                                               |                                                               |  |  |                                    |                                    |                                                    |                                                    |                                          |                                          |

|  |  |  |  | Bogusław VII (ur. 1355, zm. w okr. 19 XI–18 XII 1404 lub 19 XI 1404–4 I 1405) |

### Opracowania
- Kazimierz Kozłowski, Jerzy Podralski, Gryfici. Książęta Pomorza Zachodniego, Szczecin: Krajowa Agencja Wydawnicza, 1985, ISBN 83-03-00530-8, OCLC 189424372. Brak numerów stron w książce
- Edward Rymar, Rodowód książąt pomorskich, Szczecin: Książnica Pomorska im. Stanisława Staszica, 2005, ISBN 83-87879-50-9, OCLC 69296056. Brak numerów stron w książce

### Literatura dodatkowa (online)
- Madsen U., Bogislaw VII. Herzog von Pommern-Stettin (niem.), [dostęp 2012-03-01].